# Catherine Nicolas
Catherine Nicolas est une personnalité politique française, membre du groupe RPR, née le 20 janvier 1954 à Cherbourg. 

## Biographie
Elle fait ses études au collège d'enseignement secondaire à Bricquebec, au lycée de Cherbourget à la faculté de médecine de Rouen. 
Elle est députée de la deuxième circonscription de l'Eure lors de la Xe législature.

## Anciens mandats
- Conseillère municipale d'Évreux en 1989 et de 1995 à 2001
- Conseillère générale de l'Eure du canton d'Évreux-Ouest de 1992 à 1998[3]
- Député RPR du 28 mars 1993 au 21 avril 1997.